# Henri Alphonse Barnoin

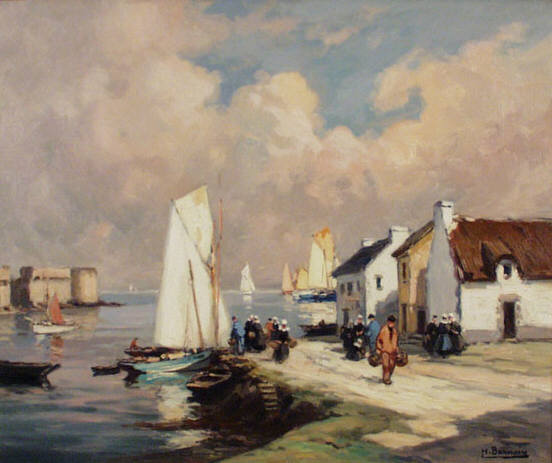
Målning av Henri Alphonse Barnoin

Henri Alphonse Barnoin, född 1882 i Paris, död 1940 i Paris, var en fransk konstnär.
Fastän han initialt studerade hos Luc-Olivier Merson var hans andre lärare Emile Dameron den som gjorde största påverkan i hans konstnärliga utveckling och ledde honom till impressionismen.
Barnoins favoriter i avbildningar var marinor, hamner och kuster, vanligtvis i området Bretagne. Ett exempel på detta är hans målning Fiskehamn i Concarneau i Bretagne.
Barnoin började utställa sin konst 1909 i Parissalongen och fick ett hedersomnämnande samma år. Han vann en silvermedalj 1921 och en guldmedalj 1935.
De mest kända verken av honom är La promenade en barque, Pardon de St. Fiacre, Bretagne och Débarquement de la pêche au Passage-Lanriec.
Hans målningar av franska anses vara bland de bästa experimenten i impressionistiskt måleri i solljus.